# Chiesa di San Filippo Neri (Fossombrone)
La chiesa di San Filippo Neri è un ex luogo di culto cattolico che sorge lungo Corso Garibaldi, poco lontana da Porta Fano, all'ingresso della città di Fossombrone (PU), nelle Marche.
Rappresenta un alto esempio della decorazione barocca della regione. Attualmente l'edificio è utilizzato dal Comune per manifestazioni culturali.

## Storia e descrizione

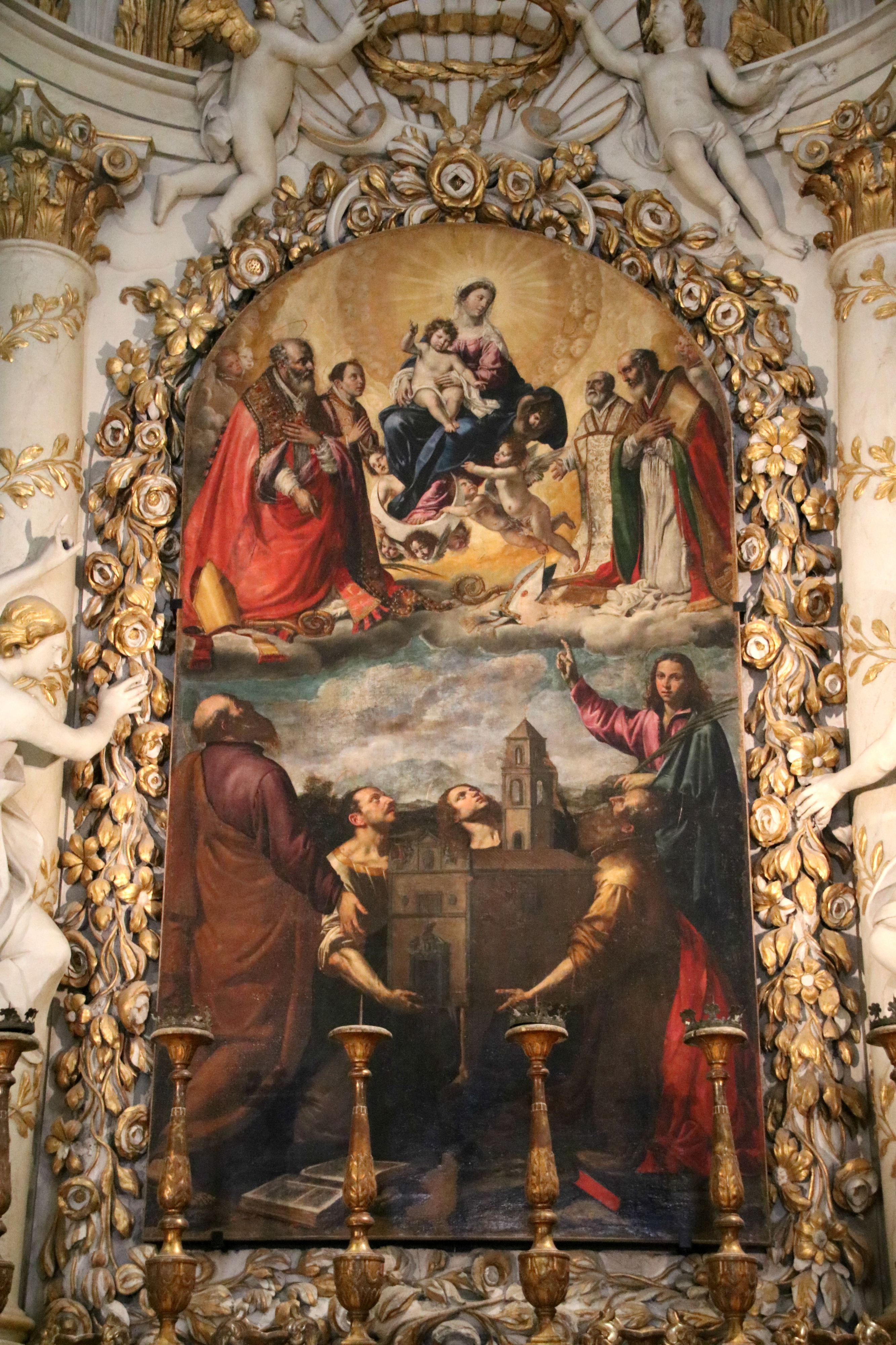
La pala dell'altar maggiore, di Giovanni Francesco Guerrieri.

Venne eretta fra il 1608 e il 1613 a spese della comunità locale come ex voto per la nascita di Federico Ubaldo Della Rovere, il sospirato erede dell'ultimo duca di Urbino Francesco Maria Della Rovere.
Dedicata inizialmente ai Cinque Santi Martiri (Aquilino, Gemino, Gelasio, Magno e Donato), fu affidata ai padri filippini che già si riunivano nell'oratorio sotto la cattedrale. Essi provvidero ad ampliarla e ad arricchirla di un'esuberante decorazione barocca a stucchi.
La semplice facciata a capanna, rimasta incompiuta, contrasta con lo sfarzoso interno, a navata unica coperta da volta a botte, con sei cappelle laterali e abside sporgente.
Il cantiere decorativo iniziò nel 1663 e si protrasse per oltre un cinquantennio, fino al 1726, anno di consacrazione della chiesa. Gran parte è opera del noto Tommaso Amantini di Urbania (1625-1675) ma i marmi e le sculture in gesso si devono agli Scalpellini di Sant'Ippolito; lo stile va dal Manierismo al pieno barocco, con influssi dall'Algardi al Bernini.
Il pavimento, in seminato veneziano, venne disegnato intorno al 1791 da padre Raimondo Camosci.

## Opere d'arte
- I Cinque Santi martiri offrono la chiesa alla Madonna, Pala dell'altar maggiore, di Giovanni Francesco Guerrieri, 1621-23[2]
- San Michele Arcangelo e la Trinità, di Giovanni Francesco Guerrieri, 1625[2]
- San Barnaba orante, terza cappella a destra, di Giovanni Francesco Guerrieri
- Madonna col Bambino e i Santi Giovanni Battista e Gerolamo, tela della seconda cappella destra, di Claudio Ridolfi
- Madonna con il Bambino tra i Santi Carlo e Francesco, tela della prima cappella destra, di Lazzaro Baldi
- Madonna di Loreto, tela della seconda cappella sinistra, di Francesco Gessi
- San Giorgio e l'angelo e San Sebastiano curato da Sant'Irene, in sacrestia, di Giuseppe Diamantini.